# Punto fiduciale
Il punto fiduciale (PF) è un particolare topografico della Cartografia Catastale Italiana, univocamente individuato e geometricamente definito, idoneo a essere utilizzato come riferimento per tutte le misure inerenti alle operazioni di formazione e adeguamento della cartografia e di redazione degli atti geometrici di aggiornamento del Catasto Terreni da parte dei tecnici professionisti abilitati.

## Istituzione e scopo
La rete dei PF è stata istituita con la circolare 2/87 del Ministero delle Finanze: 

fiduciali..."»
Lo scopo è dichiarato nel testo della stessa circolare: 
Successive integrazioni alle procedure degli atti di aggiornamento furono introdotte con la successiva circolare 2/88. 

La circolare 5/89 provvide a normare il caso in cui la maglia dei punti fiduciali non fosse stata completa o si fosse rivelata insufficiente alle necessità, identificando le procedure per la sostituzione, la modifica o l'inserimento di un nuovo Punto Fiduciale. 

posti a mutue distanze superiori a quelle previste per la maglia di impianto, nel caso in cui le metodologie di rilievo e la strumentazione garantiscano la precisione richiesta;
 - proporre ed utilizzare, in qualità di punti fiduciali, elementi stabilmente materializzati ed accessibili pur se non rappresentati in mappa (fabbricati non censiti o non denunciati, pali o tralicci di elettrodotti, manufatti su strade o in prossimità di corsi d'acqua). In questo caso è obbligatorio collegare i punti scelti agli eventuali punti fiduciali presenti facendo ricorso a misure sovrabbondanti ed a iperdeterminazioni."»

## Simbologia

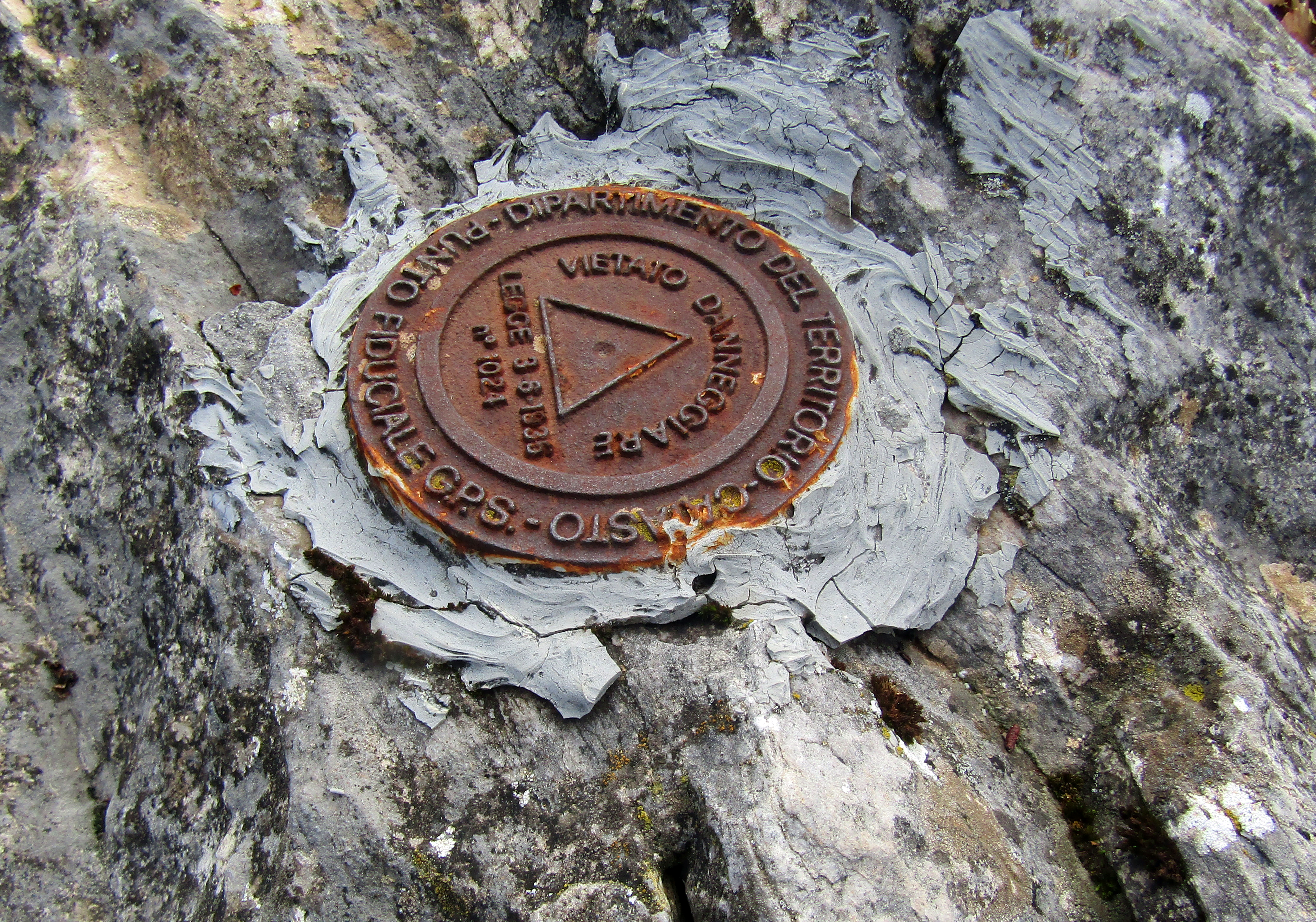
Punto fiduciale sulla Cima Castelletto (Alpi liguri, CN)

I punti fiduciali sono indicati con la simbologia PFxx/yyyz/A000, dove:

xx indica il numero del punto fiduciale,
yyy il Foglio catastale,
z indica l'eventuale allegato del foglio catastale contraddistinto da una lettera o dal carattere 0 (zero) nel caso non presente,
A000 il codice catastale del comune.
esempio: PF02/0010/L256 identifica il punto fiduciale numero 2 del foglio catastale 1 nel comune di Torre d'Arese (codice catastale L256).
esempio: PF15/020A/H501 identifica il punto fiduciale numero 15 nell'allegato A del foglio catastale 20 nel comune di Roma (codice catastale H501).

## Monografia (MON)
La monografia di un punto fiduciale (MON) è una raccolta di informazioni che consente di localizzare esattamente Il Punto Fiduciale mediante coordinate espresse nei formati standard Cassini-Soldner (o Gauss-Boaga o UTM-WGS84), la quota altimetrica, il grado di attendibilità, nonché immagini fotografiche e cartografiche o una bozza di disegno che consenta di identificarlo con precisione.

## Attendibilità (planimetrica)
L’attendibilità del rilievo planimetrico dei punti fiduciali è rappresentata da un codice numerico che denota l’attendibilità di un P.F. in funzione sia dell’attendibilità intrinseca delle misure che dell’attendibilità derivante dalla scelta dei P.F. costituenti il triangolo fiduciale per un particolare rilievo.

- Vertici trigonometrici della rete IGMI:
  - I ordine: 1
  - II ordine: 2
  - III ordine: 3
  - IV ordine determinati in data successiva al 1942: 4
  - IV ordine determinati entro l'anno 1942: 5
- Vertici trigonometrici della rete catastale:
  - rete: 6
  - sotto-rete: 7
  - dettaglio: 8
- Punti stabili di riferimento: 9
- Termini su triplici di possesso o spigolo di fabbricato riportati all'impianto: 10
- Termini su triplici di possesso o spigoli di fabbricato rilevati in aggiornamenti eseguiti dall'Ufficio: 11
- Termini su triplici di possesso o spigoli di fabbricato rilevati in aggiornamenti eseguiti dai tecnici esterni e collaudati dall'Ufficio: 12

## Attendibilità (altimetrica)
L’attendibilità altimetrica dei punti fiduciali è rappresentata da un valore convenzionale 04 nel campo relativo alla attendibilità altimetrica tenendo conto che si attribuisce l'attendibilità altimetrica per:
- Caposaldo di una linea nazionale di livellazione geometrica: 01

- Caposaldo di una rete di livellazione trigonometrica: 02

- Punto cartografico: 03

- Punto Fiduciale di aggiornamento: 04

## Tabella attuale dei punti fiduciali (TAF)
La tabella attuale dei punti fiduciali (Taf) contiene l'archivio dei dati metrici e descrittivi dei punti fiduciali ricadenti in un Comune.
 L’archivio viene aggiornato con cadenza mensile e il relativo file è scaricabile gratuitamente dalle pagine degli uffici provinciali - Territorio. 
 Il file, in formato ASCII, contiene l’archivio dei punti fiduciali ricadenti nella provincia d’interesse ed è strutturato con un tracciato record - pdf che, per ogni punto fiduciale (PF), riporta i seguenti dati:

È altrimenti possibile consultare le singole monografie dalla pagina di ricerca dell'agenzia delle Entrate.
- Codice nazionale del comune in cui ricade il PF
- Foglio di mappa in cui ricade il PF
- Allegato (se esiste) in cui ricade il PF
- Numero identificativo del PF
- Particella/e in cui ricade il PF
- Descrizione monografica del riferimento planimetrico
- Coordinata Nord
- Coordinata Est
- Attendibilità planimetrica
- Foglio di mappa del PF origine (9999 se assente)
- Numero identificativo del PF origine
- Data di istituzione o dell'ultima modifica
- Causale di aggiornamento (se il punto fiduciale è stato oggetto di aggiornamenti, è costituita dal protocollo di approvazione dell'atto di aggiornamento Anno + Numero)
- Descrizione monografica del riferimento altimetrico
- Attendibilità altimetrica
- Quota sul livello del mare

## Mutue distanze dei punti fiduciali (DIS)
L’archivio viene aggiornato con cadenza bimestrale e il relativo file è scaricabile gratuitamente dalle pagine degli uffici provinciali dell'Agenzia delle Entrate (ex Agenzia del Territorio).

Il file, in formato ASCII, contiene l’archivio delle mutue distanze dei punti fiduciali (PF) ricadenti nella provincia d’interesse ed è strutturato con un tracciato record che riporta i seguenti dati:

- Codice nazionale del Comune del primo PF
- Sezione Censuaria del Comune del primo PF
- Foglio di mappa in cui ricade il primo PF
- Allegato al foglio di mappa in cui ricade il primo PF
- Identificativo del primo PF
- Codice nazionale del Comune del secondo PF
- Sezione Censuaria del Comune del secondo PF
- Foglio di mappa in cui ricade il secondo PF
- Allegato al foglio di mappa in cui ricade il secondo PF
- Identificativo del secondo PF
- Protocollo del documento che ha prodotto la misura della distanza tra i due PF
- Distanza in metri tra i due PF
- Scarto quadratico medio in metri della distanza tra i due PF